# Kap Boucan Canot

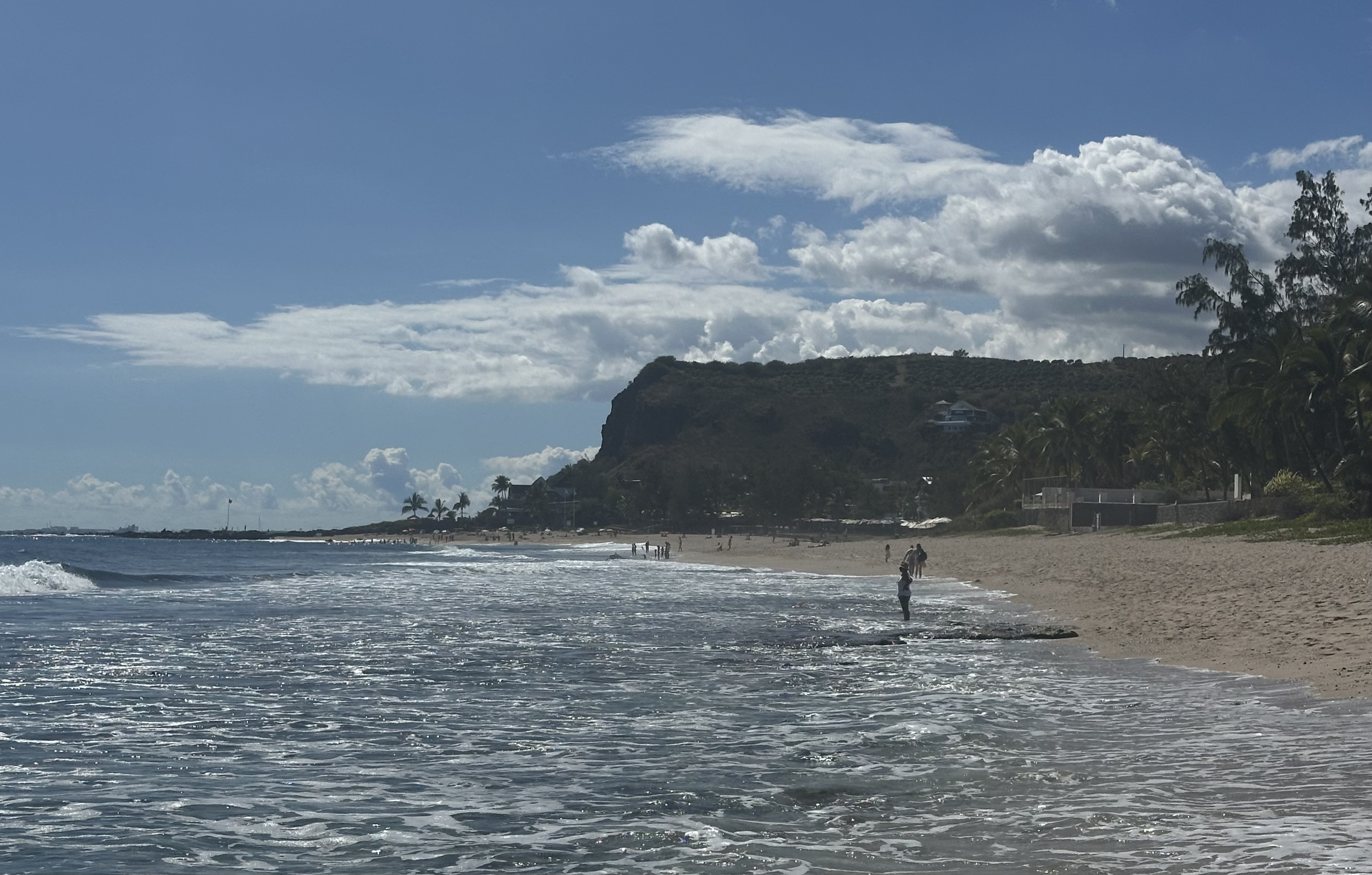
Kap Boucan Canot, Blick von Süden, 2024

Das Kap Boucan Canot (französisch Cap Boucan Canot) ist ein Kap an der Westküste der im Indischen Ozean gelegenen französischen Insel Réunion. 
Das Kap gehört zum Gemeindegebiet von Saint-Paul und ist dem Ort Boucan Canot vorgelagert. Es ragt als felsige Landzunge etwa 170 Meter in den Ozean. Südlich schließt sich der bekannte Strand von Boucan Canot an.
In die Spitze des Kaps ist ein Natursteinbecken integriert, das Kindern und Familien ein von der Brandung ungehindertes Baden ermöglicht. Landseitig besteht das Boucan Canot - Hotel.
Landseitig führt die Route national 1A dicht am Kap vorbei.